# Muara Gelumpai
Muara Gelumpai is een bestuurslaag in het regentschap Lahat van de provincie Zuid-Sumatra, Indonesië. Muara Gelumpai telt 1764 inwoners (volkstelling 2010).